# Ерёмин, Виктор Сергеевич
Виктор Сергеевич Ерёмин (12 июня 1930 — 1 августа 2018) — генерал-лейтенант.

## Биография
Награждён двумя орденами Красной Звезды, один из которых за операцию «Анадырь» (Карибский кризис), Орденом «За службу Родине III степени» после службы на о. Сахалин. За мужество и героизм, проявленные при ликвидации последствий аварии на Чернобыльской АЭС, — Орденом «За службу Родине II степени». А также десятками медалей, в том числе двумя — от Кубинского правительства.
С довоенных лет проживал в Ленинграде на Таврической улице. В 1943-44 годах был «сыном полка» на 3-м Белорусском фронте вместе со своим отцом Ереминым Сергеем Петровичем (полковником, кавалером ордена Ленина). После окончания школы в 1949 году (№ 156 на углу улицы Красной конницы и улицы Тверской), поступил в 1-е Ленинградское Краснознаменное военное пехотное училище имени С. М. Кирова, которое окончил в 1951 году.
С 1951 года — офицер Советской армии. С 1951 года служил в группе советских войск в Германии (г. Потсдам), затем командовал ротой в Ленинградском военном округе. В 1958 году поступил в Москве в Военную академию им. М. В. Фрунзе, которую окончил в 1961 году, вернулся в Ленинград и стал командовать батальоном. В 1962 году вместе со своим батальоном выполнял задачи на Кубе (около 2 лет).
Затем снова служба в Ленинграде в Штабе Ленинградского военного округа, затем Карелия (Лахденпохья), где командовал полком. Потом был начальником Штаба дивизии в г. Выборге. С 1972—1974 гг. учился в Академии Генерального Штаба. Потом командовал дивизией на острове Сахалин. После Сахалина был начальником Штаба 14-й Армии в Кишиневе, затем заместителем Командующего Одесским Военным Округом.
В Одесский период службы Виктора Сергеевича случилась авария на Чернобыльской АЭС, на ликвидации последствий он провел 2 месяца, возглавлял оперативный штаб по ликвидации последствий аварии, непосредственно принимал участие в операции по созданию «саркофага».
В 1988 году вернулся в Ленинград, был первым заместителем начальника Штаба Ленинградского военного округа.
В 1990-м году ушёл в отставку.
В последние годы жизни входил в состав призывной комиссии Центрального района Санкт-Петербурга, был старшим инспектором Министерства обороны РФ по вопросам патриотического воспитания молодежи.
Умер 1 августа 2018 года. Похоронен на Киновеевском кладбище в Санкт-Петербурге.